# Hans von Obstfelder

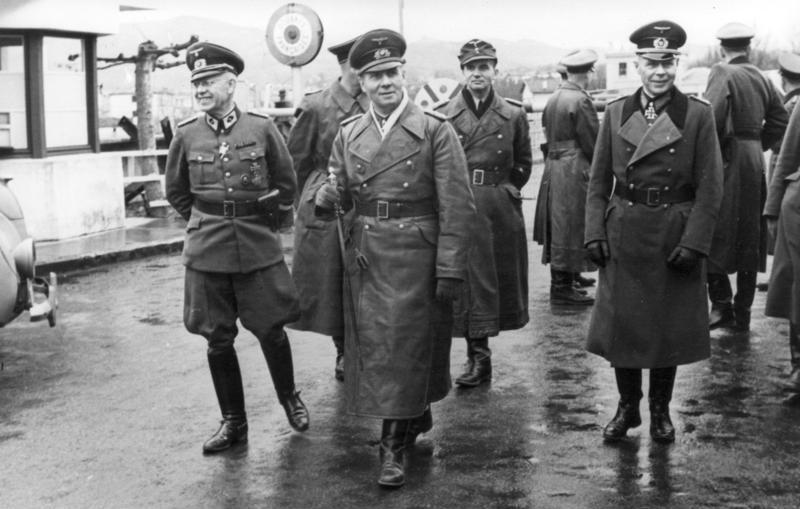
Hans von Obstfelder (rechts) mit Erwin Rommel (Mitte), 9. Februar 1944

Hans von Obstfelder (* 6. September 1886 in Steinbach-Hallenberg; † 20. Dezember 1976 in Emstal bei Kassel) war ein deutscher General der Infanterie während des Zweiten Weltkriegs.

## Leben

### Herkunft und Wirken im Ersten Weltkrieg
Obstfelder entstammte einem in der Schwarzburger Region (Thüringen) ansässigen Adelsgeschlecht. Er trat 1906 als Fähnrich in das 2. Thüringische Infanterie-Regiment Nr. 32 der Preußischen Armee ein. Zu Beginn des Ersten Weltkriegs war er Oberleutnant und diente an der Westfront. Bei Kriegsende war er Hauptmann und wurde in die Reichswehr übernommen. Der Beförderung am 1. Februar 1926 zum Major und 1930 zum Oberstleutnant folgte 1933 die zum Oberst, nach einigen Versetzungen die zum Generalmajor. Er wurde mit der Führung der 3. Infanterie-Division beauftragt. Am 1. Februar 1938 wurde er Generalleutnant. 

### Wirken im  Nationalsozialismus
Beim Überfall auf Polen am 1. September 1939 führte Obstfelder die 28. Infanterie-Division. Im Frankreichfeldzug am 1. Juni 1940 zum General der Infanterie befördert, befehligte er das 29. Armeekorps. Während des Überfalls auf die Sowjetunion wurde er am 27. Juli 1941 mit dem Ritterkreuz des Eisernen Kreuzes ausgezeichnet. Sein Armeekorps gehörte zu den ersten Einheiten der Wehrmacht, die im September 1941 Kiew erreichten. Im August 1941 wurden auf seinen Wunsch hin ca. 30 psychisch Kranke erschossen.
Das Holocaust-Gedenkzentrum Babyn Jar veröffentlichte im Oktober 2021 anlässlich der offiziellen Gedenkfeiern zum 80. Jahrestag eines der größten Massaker des Zweiten Weltkriegs, des Massakers von Babyn Jar, eine Liste mit den ersten 161 erforschten Namen der Täter dieses auf dem Gebiet der ukrainischen Hauptstadt Kiew verübten Verbrechens, darunter auch Obstfelder.
Nach dem Vorstoß in den Kaukasus folgten im Sommer 1943 Rückzugskämpfe am Mius. Unter schweren Verlusten konnte das Korps die Rote Armee aufhalten, wofür Obstfelder am 7. Juni 1943 das Eichenlaub zum Ritterkreuz des Eisernen Kreuzes erhielt. Die Wehrmacht-Truppen konnten auch die Donez-Mius-Offensive (17. Juli bis 2. August 1943) stoppen. 
Am 25. August wurde Obstfelder Kommandierender General des 84. Armeekorps. Die Donezbecken-Operation (16. August bis 22. September 1943) war für beide Seiten sehr verlustreich. Im August 1944 wurden in Frankreich Teile seines Korps im Kessel von Falaise vernichtet. Für schwere Abwehrkämpfe erhielt Obstfelder am 5. November 1944 die Schwerter zum Ritterkreuz des Eisernen Kreuzes. Am 1. Dezember 1944 übernahm er den Oberbefehl über die 1. Armee und führte vom 1. bis zum 25. März 1945 die 19. Armee bei den Endkämpfen in Süddeutschland.
Am 25. März 1945 wurde Obstfelder Nachfolger von General Hans-Gustav Felber als Oberbefehlshaber der 7. Armee. In Felbers Kommandobereich war zwei Tage zuvor US-Truppen unter General Patton die Rheinüberquerung bei Nierstein gelungen. Bis Ende April zogen sich die Truppen unter Obstfelders Kommando auf das Erzgebirge und den Böhmerwald zurück. Noch am 22. April billigte Obstfelder die Erschießung des Kommandeurs seines rückwärtigen Armeegebietes, Generalmajor Reinhold Gothsche, und eines weiteren Offiziers (Major Herbert Eisebitt), weil sie Zweifel am Endsieg geäußert hatten. Im April 1945 wurde das auf Olmütz zurückgedrängte Armeekorps in die Slowakei verlegt und der Panzergruppe 1 (Walther Nehring) unterstellt. Die deutschen Verteidigungslinien brachen schließlich in den frühen Morgenstunden der Prager Offensive zusammen. Der Stab der Ersten Panzerarmee ergab sich zusammen mit anderen der Heeresgruppe Mitte unterstellten Kommandos am 9. Mai 1945 in der Gegend von Havlíčkův Brod (Ostböhmen) den sowjetischen Streitkräften, während die Reste der Panzereinheiten von Olmütz bis in die Region Vysočina verstreut und gefangen genommen wurden. Kommandeur Walter Nehring ließ seinen Stab im Stich und floh nach Süden, um sich den amerikanischen Streitkräften zu ergeben. Auch Obstfelder floh nach Süden und geriet am 8. Mai 1945 in amerikanische Kriegsgefangenschaft. In der Folgezeit bis zu seiner Entlassung im August 1947 fungierte er als Verbindungsoffizier zur 12. US-Heeresgruppe. Bis zu seinem Tod am 20. Dezember 1976 lebte er zurückgezogen in Wiesbaden und später in einem Seniorenwohnsitz in Kassel-Wilhelmshöhe. Wie auch viele weitere NS-Täter wurde Obstfelder wegen seiner Beteiligung am Massaker von Babi Jar zu keiner Zeit angeklagt und vor Gericht gestellt.

## Auszeichnungen
- Eisernes Kreuz (1914) II. und I. Klasse[8]
- Hanseatenkreuz Hamburg[8]
- Ritterkreuz II. Klasse des Hausordens vom Weißen Falken mit Schwertern[8]
- Ritterkreuz I. Klasse des Sachsen-Ernestinischen Hausordens mit Schwertern[8]
- Wehrmacht-Dienstauszeichnung IV. bis I. Klasse
- Spange zum Eisernen Kreuz II. und I. Klasse
- Ritterkreuz des Eisernen Kreuzes mit Eichenlaub und Schwertern[9]
  - Ritterkreuz am 27. Juli 1941
  - Eichenlaub am 7. Juni 1943 (251. Verleihung)
  - Schwerter am 5. November 1944 (110. Verleihung)
- Deutsches Kreuz in Gold am 21. April 1943[9]